# Region Västerbotten

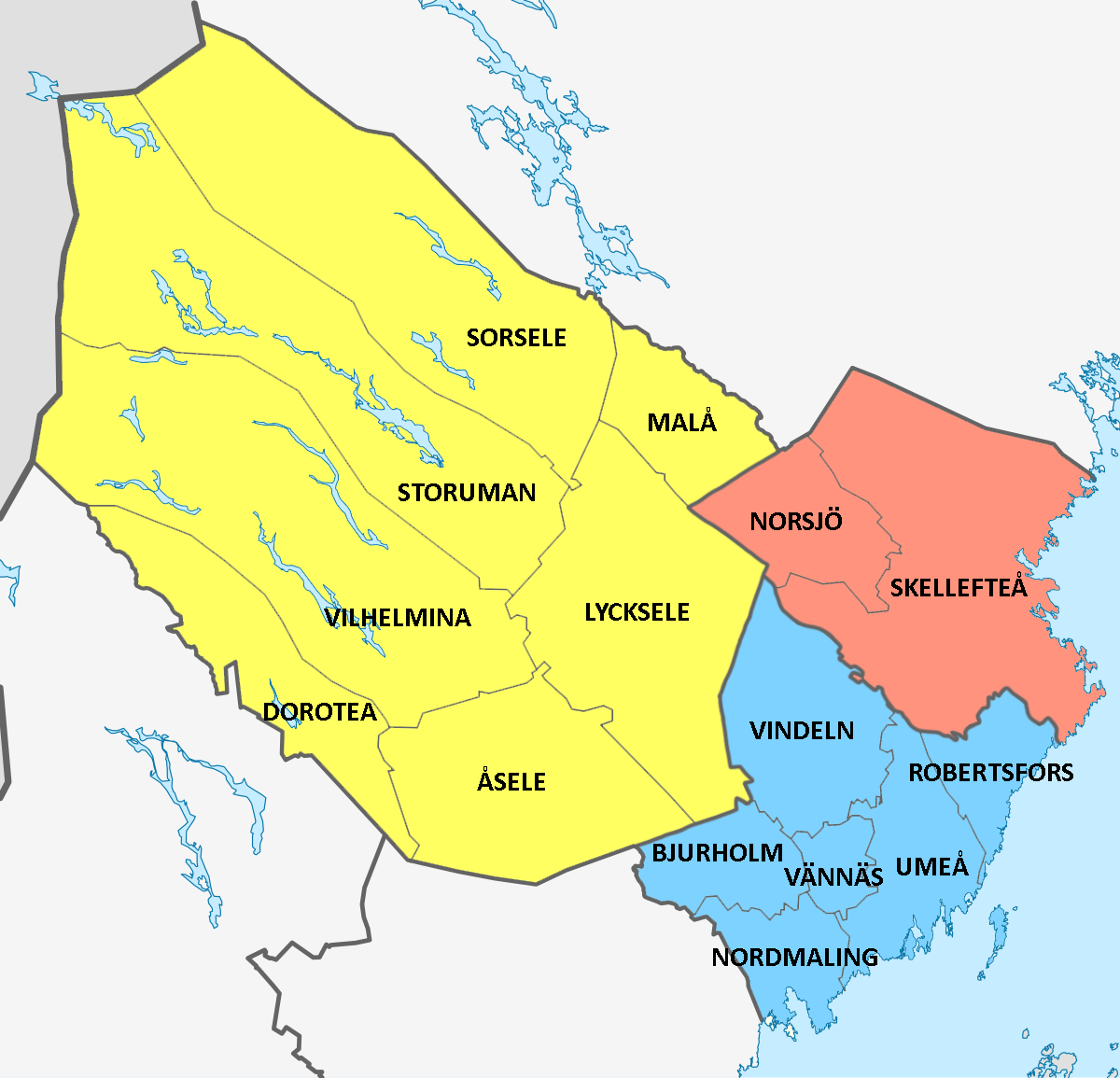
Region Västerbottens valkretsar vid val till regionfullmäktige. Region Västerbottens västra valkrets i gult, Region Västerbottens norra valkrets i rött och Region Västerbottens södra valkrets i blått.

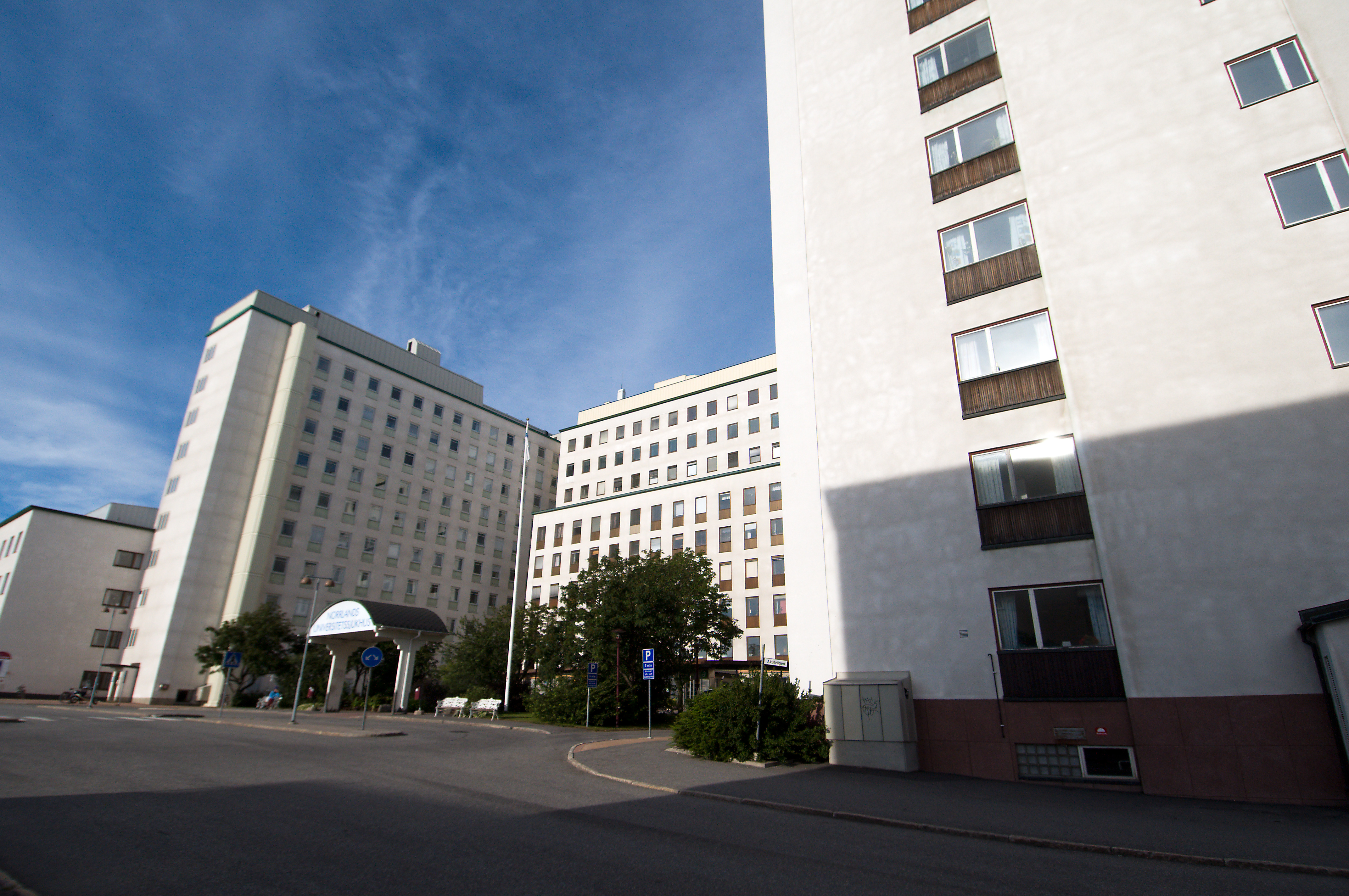
Norrlands universitetssjukhus i Umeå.

Region Västerbotten, tidigare Västerbottens läns landsting, är en region för de 281 138 invånarna i Västerbottens län. Region Västerbotten ansvarar, som alla regioner, främst för hälso- och sjukvård. Förutom hälso-, tand- och sjukvård har regionen även ett ansvar för den regionala utvecklingen i länet och regionen. Regionen står också för allmänna kommunikationer mellan länets kommuner och bedriver även kulturell verksamhet. Regionen bildades den 1 januari 2019 genom en sammanslagning av Västerbottens läns landsting, regionförbundet Region Västerbotten och företagsstöd från Länsstyrelsen. Regionstyrelsens ordförande är Peter Olofsson.

## Regionens syfte
Region Västerbotten drivs av att skapa en trygg och stark region som människor vill leva i, flytta till, verka i, besöka och samarbeta med. Att visa hur god hälsa och hållbar utveckling hänger ihop och verkar för att de stärka varandra är ett av regionens mål.

### Region Västerbottens huvuduppdrag
- Hälso- och sjukvård samt tandvård
- Folkhälsa och social välfärd
- Kollektivtrafik
- Regional utveckling och kultur
- Forskning, innovation och utbildning
- Engagemang i länets intressen nationellt och internationellt

## Kommuner
- Bjurholms kommun
- Dorotea kommun
- Lycksele kommun
- Malå kommun
- Nordmalings kommun
- Norsjö kommun
- Robertsfors kommun
- Skellefteå kommun
- Sorsele kommun
- Storumans kommun
- Umeå kommun
- Vilhelmina kommun
- Vindelns kommun
- Vännäs kommun
- Åsele kommun

## Hälso- och sjukvård
Region Västerbotten ansvarar för att västerbottningarna får den hälso- och sjukvård de behöver och har också ansvar för högspecialiserad vård i norra Sverige samt rikssjukvård för plexus brachialisskador.

### Sjukhus i länet[3]
- Lycksele sjukhus
- Skellefteå sjukhus
- Norrlands universitetssjukhus i Umeå

Region Västerbotten har hälsocentraler i länets alla kommuner. På en del orter finns också privata hälsocentraler. En del av regionens hälsocentraler är sjukstugor med vårdplatser.
Tillsammans med kommunerna i länet ansvarar regionen också för att den som har nedsatt funktionsförmåga ska få habilitering eller rehabilitering för att själv kunna klara sin vardag så långt det är möjligt. I habilitering och rehabilitering ingår även möjligheten att få hjälpmedel som underlättar vardagen och ökar möjligheten till ett självständigt liv. 

## Tandvård[4]
Region Västerbottens uppgift är att verka för en god tandhälsa hos hela befolkningen. Vården kan utföras av regionens egen tandvård, folktandvården, eller av privata vårdgivare. Regionen ansvarar för att erbjuda alla barn och ungdomar i länet en regelbunden hälsofrämjande tandvård. Folktandvården ser också till att det finns allmäntandvård i hela länet och erbjuder specialisttandvård och tandvård till patienter med särskilda behov. 
Regionen bidrar med resurser till utbildning och patientnära forskning på tandvårdsklinikerna och har ett nära samarbete med institutionen för odontologi vid Umeå universitet.

## Folkhälsa[5]
Genom bland annat Västerbottens hälsoundersökningar tar Region Västerbotten reda på hur västerbottningarna mår och planerar insatser för att få en god hälsa på lika villkor för hela befolkningen i Västerbotten. En god folkhälsa innebär ett så gott hälsoläge som möjligt för så många som möjligt, där skillnaderna mellan de som har det sämst och bäst är små.  

## Kollektivtrafik[6]
Region Västerbotten ansvarar även för kollektivtrafiken i länet tillsammans med Länstrafiken i Västerbotten (som ägs av regionen) kommunerna och andra aktörer som jobbar med och använder kollektivtrafiken. Regionen finansierar busstrafiken som går mellan kommunerna och över länsgränserna medan kommunerna finansierar busslinjerna inom varje kommun.
Region Västerbotten finansierar också tågtrafik i regionen tillsammans med Region Norrbotten, Region Västernorrland och Region Jämtland Härjedalen.

## Regional utveckling och tillväxt
Region Västerbotten ansvarar även för den regionala utvecklingen i länet. Det kan till exempel handla om insatser inom områden så som infrastruktur, näringsliv och innovationer, arbetsmarknad, turism, IT och digitalisering, utbildning och kultur.

## Forskning, utveckling och innovation[12]
Forskning, utveckling och innovation är viktig för hälso- och sjukvården, för välfärden och för den regionala utvecklingen. Region Västerbotten har ett nära samarbete med Umeå universitet och bedriver både patientnära forskning och forskning inom spetsområden.

## Folkbildning
Region Västerbotten äger Vindelns folkhögskola och Storumans folkhögskola.

## Organisation
Region Västerbotten är, som alla regioner, en politiskt styrd organisation med regionfullmäktige som högsta beslutande organ. Regionstyrelsen har det verkställande politiska ansvaret och bereder ärenden som behandlas i regionfullmäktige.

### Valkretsar
Västerbottens län är indelat i tre valkretsar vid regionvalen. De omfattar Umeå, Robertsfors, Vännäs, Bjurholms, Nordmalings och Vindelns kommuner; Åsele, Dorotea, Vilhelmina, Storuman, Sorsele, Malå, Norsjö och Lycksele kommuner, samt Skellefteå kommun. Vid 2018 års val kom Norsjö kommun att tillhöra samma valkrets som Skellefteå kommun.

## Politik

### Regionfullmäktiges presidium
Region Västerbottens regionfullmäktige leds sedan valet 2018 av:
| Uppdrag             | Namn               |
| ------------------- | ------------------ |
| Ordförande          | Roger Marklund (S) |
| 1:e vice ordförande | Nina Loughlin (S)  |
| 2:a vice ordförande | Jens Wennberg (L)  |

### Mandatfördelning i valen 1916–1966
|  | 19 | 18 |

| 2 | 20 | 17 |

|  | 3 | 24 | 10 |

| 38 |

|  | 3 |  | 20 | 17 |

| 42 |

| 7 | 19 | 17 |

| 43 |

| 9 | 19 | 16 |

| 44 |

| 16 | 3 | 14 | 13 |

| 46 |

| 22 | 3 | 14 | 8 |

| 47 |

| 22 | 4 | 14 | 8 |

| 47 |

| 23 | 8 | 16 | 4 |

| 50 |

| 25 | 6 | 17 | 3 |

| 49 |

| 26 | 7 | 17 | 7 |

| 55 |

| 30 | 9 | 13 | 9 |

| 56 |

| 32 | 8 | 15 | 8 |

| 60 |

| 26 | 11 | 12 |  | 6 |

### Mandatfördelning i valen 1970–2022
| 26 | 12 | 10 |  | 4 |

| 48 |

| 25 | 14 | 7 |  | 5 |

| 47 |

|  | 27 | 15 | 7 | 3 | 5 |

| 48 | 11 |

| 3 | 27 | 12 | 8 | 3 | 6 |

| 42 | 17 |

| 3 | 29 | 12 | 3 | 5 | 7 |

| 38 | 21 |

| 4 | 34 | 11 | 11 | 3 | 8 |

| 45 | 26 |

| 4 | 34 | 3 | 11 | 9 | 4 | 6 |

| 34 | 37 |

| 4 | 32 |  | 11 | 8 | 6 | 8 |

| 34 | 37 |

| 5 | 37 | 4 | 8 | 6 | 4 | 7 |

| 33 | 38 |

| 9 | 32 | 3 | 6 | 6 | 7 | 8 |

| 37 | 34 |

| 8 | 33 |  | 8 | 9 | 6 | 5 |

| 34 | 37 |

| 7 | 32 | 3 | 8 | 7 | 6 | 8 |

| 33 | 38 |

| 7 | 33 | 4 | 6 | 7 | 4 | 10 |

| 31 | 40 |

| 9 | 30 | 4 | 3 | 6 | 6 | 4 | 9 |

| 35 | 36 |

| 10 | 26 |  | 5 | 8 | 6 | 4 | 10 |

| 37 | 34 |

| 9 | 27 | 3 | 6 | 6 | 3 | 5 | 12 |